# Henrik Lauritz Sørensen
Henrik Lauritz Sørensen, född 5 december 1842 i Kongsberg, död 5 november 1903 i Kristiania (nuvarande Oslo), var en norsk botaniker.
Sørensen var verksam som lärare och blev slutligen konrektor vid Kristiania katedralskola. Han behärskade på sin tid undervisningen i naturhistoria i Norge genom sina läroböcker i botanik och zoologi. Han skrev en Beretning om en botanisk reise i omegnen af Fæmundsøen og Trysild (i "Nyt magazin for naturvidenskap", 1867).